# 肃宁县
肃宁县（“肃宁”当地读“xǔníng”）在中国河北省中部偏南，是沧州市下辖的一个县。肃宁县位于河北省中南部，沧州市最西端，东与河间市交界，北与高阳县接壤，西与蠡县为邻，南与饶阳县和献县毗连。縣人民政府駐肃宁镇。

## 历史沿革
肃宁地域开发甚早，历史悠久，原始社会時期已有人类聚居。春秋时期，今肃宁县地属晋国。
东周显王十九年（前350年） 燕国置武垣县，县治在今肃宁县城东南7.8公里。
赵武灵王二十六年（前300年），武垣归赵国。
西汉时为幽州刺史部涿郡武垣县地，王莽改武垣为垣翰亭。
东汉建安十一年（206年）武垣徒治东武垣城（今河间市城南12.5公里），辖域仍含今肃宁全境。初属幽洲涿郡，后改隶冀州河间国。
三国时代，今肃宁境域在曹魏管辖之下，属冀州河间国。
西晋（265年—316年）今肃宁境域改属冀州高阳郡。
东晋分为十六国，肃宁先后归后燕、后赵，属冀州高阳郡。
隋开皇三年（583年）武垣县治迁至瀛州城。开皇十六年（596年），武垣县改名河间县，今肃宁，即为河间县辖地，初属瀛州，大业三年（607年）改隶河间郡。唐武德五年（622年），复置武垣县，辖今肃宁地。贞观元年（627年），省武垣入河间，肃宁地复州河间县。 
五代时，后晋高祖天福元年（936年），高祖石敬塘把幽云十六州割让给契丹，今肃宁境归属。后周世宗显德六年（959年）收复，仍属瀛州。
宋雍熙三年（986年），在河间县西置平虏寨。景德二年（1005年）改为肃宁城（即今肃宁镇）。金正隆元年至三年（1156年—1158年）在此置肃宁县，属河北东路河间府。
元世祖至元二年（1265年），废肃宁县为镇，入河间县，隶中书省河间路。后恢复原来建制。 
明代自洪武元年（1368年）十月始，肃宁县一直属河间府。
清代，肃宁县属直隶省河间府。宣统三年（1911年），肃宁归天津河间道所辖。
民国二年（1913年），属直隶省渤海道。次年属直隶省津海道。民国十七年（1928年），直隶省改为河北省，肃宁县属之。民国二十五年（1936年），属河北省沧县行政区。民国二十六年（1937年），属河北省第六行政督察区。抗日战争爆发后，民国二十七年（1938年）2月，成立肃宁县抗日民主政府，属冀中区一专区。民国二十八年（1939年）2月改属四专区。翌年夏秋，冀中区所辖各专区依边区（晋察冀边区）统一顺序排列，肃宁县为冀中区十专区。民国三十四年（1945年）10月肃宁县改属冀中区八专区。民国三十五年（1946年）7月又改属九专区。
1949年8月1日河北省人民政府成立，肃宁划属沧县地区专员公署。1952年11月，改属定县地区专员公署。1954年4月定县地区专员公署撤销，肃宁县复属沧县地区专员公署。 1958年6月15日撤销沧县地区专员公署，肃宁县改属天津地区专员公署，同年11月20日，河间肃宁并县，归天津市管辖。1962年3月27日恢复肃宁建制，隶沧州地区专员公署1978年下半年沧州地区专员公署改为沧州地区行政公署，肃宁隶属之。1993年7月，沧州地区行政公署与原沧州市人民政府合并为沧州市人民政府，肃宁县隶属沧州市人民政府。

## 行政区划
肃宁县下辖7个镇、2个乡：
肃宁镇、梁家村镇、窝北镇、尚村镇、万里镇、师素镇、河北留善寺镇、付家佐镇和邵庄乡。

## 人口
根據第七次人口普查數據，截至2020年11月1日零時，肅寧縣常住人口為341919人。

## 交通
京九铁路、朔黄铁路和大广高速、沧保高速通过肃宁镇。
- 京九铁路：肃宁站

## 气候
属暖温带大陆性季风气候，年均温12.2℃，年降水量528.7毫米。

## 名人
- 钩弋夫人
- 刘完素
- 魏忠賢
- 刘春霖